# Iosif Trifa

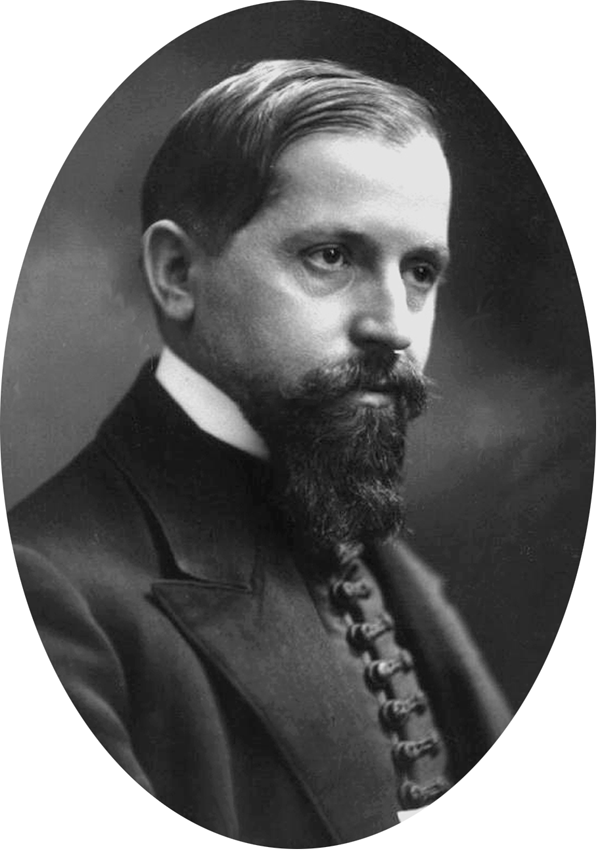
Iosif Trifa

Iosif Trifa (geb. 3. März 1888 in Certege, Komitat Torda-Aranyos, Königreich Ungarn; gest. 12. Februar 1938 in Hermannstadt) war ein rumänischer Priester und faschistischer Politiker. Er war Mitbegründer der Oastea Domnului. Sein Neffe war Valerian Trifa. Auf der Liste Mari Români nimmt er den 41. Platz der berühmtesten Rumänen ein.
1935 wurde er durch den Metropoliten Nicolae Bălan laisiert. Dieser Vorgang wurde postum im Jahre 1990 auf Vorschlag von Erzbischof Serafim Joantă rückgängig gemacht.
| Personendaten    | Personendaten                                              |
| ---------------- | ---------------------------------------------------------- |
| NAME             | Trifa, Iosif                                               |
| KURZBESCHREIBUNG | rumänisch-orthodoxer Priester und faschistischer Politiker |
| GEBURTSDATUM     | 3. März 1888                                               |
| GEBURTSORT       | Certege, Komitat Torda-Aranyos, Königreich Ungarn          |
| STERBEDATUM      | 12. Februar 1938                                           |
| STERBEORT        | Hermannstadt, Rumänien                                     |